# Eucles de Rodas
Eucles (en en griego antiguo: Εὐκλῆς) fue un deportista de la antigua Grecia, hijo de Calianacte y Calipatira, la hija de Diágoras de Ialisos, y por tanto pertenecía a la familia de los erátidas o diagóridas.
Obtuvo una victoria en el pugilato en los Juegos Olímpicos, pero el año no es seguro. En Olimpia tenía una estatua, obra de Naucides y Policleto de Argos. Píndaro lo llama Euclón, y lo hace sobrino de Calipatira.
La estatua-retrato de Eucles,  ha sido encontrada (cf. IvO núm, 159). 